# Graphania furtiva
Graphania furtiva là một loài bướm đêm trong họ Noctuidae.